# Grimes (Californie)
Pour les articles homonymes, voir Grimes.
Grimes est une census-designated place du comté de Colusa, dans l'État de Californie, aux États-Unis,. En 2020, elle compte une population de 296 habitants.